# Anton Hayne

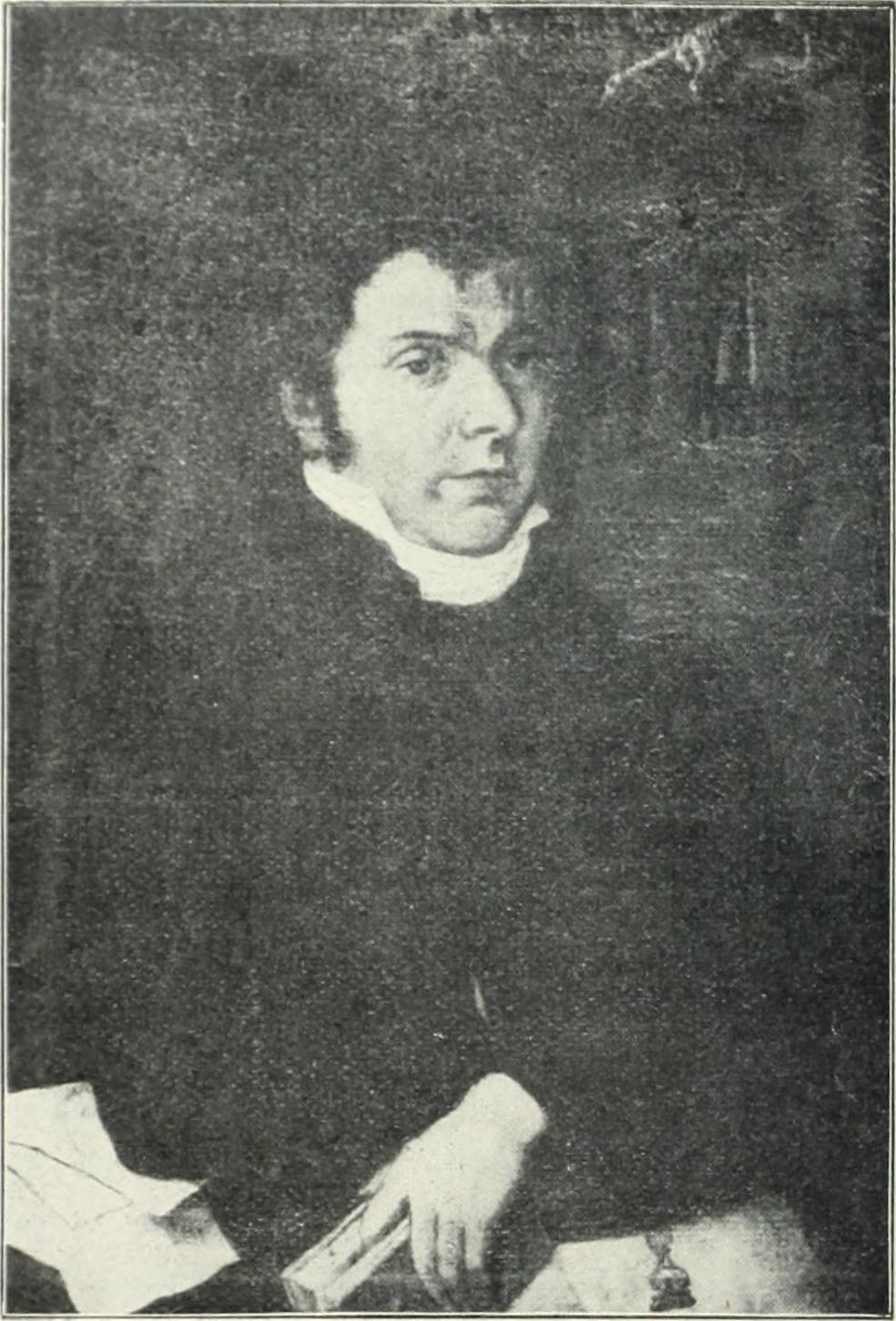
Anton Hayne

Anton Hayne (* 17. Januar 1786 in Krainburg; † 24. August 1853 in Wien) war ein österreichischer Veterinärmediziner.
Anton Hayne studierte ab 1806 Chirurgie am Josephinum in Wien. Im Jahr 1813 wurde er zum Professor der Tierseuchenlehre in Olmütz ernannt, 1820 Landestierarzt von Mähren. Von 1822 bis 1852 war er Professor am Tierarzneiinstitut in Wien und Vorstand der Medizinischen Klinik. 

## Schriften
- Die Seuchen der nutzbaren Haussäugetiere, 1836
- Handbuch der Krankheiten der Haustiere, 1844